# Temple de Bojongmenje

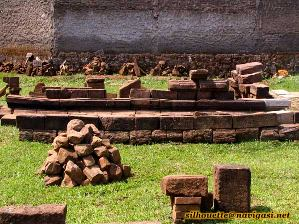
Ce qui reste de Bojongmenje

Le temple de Bonjongmenje est situé dans la province indonésienne de Java occidental, à environ 25 km à l'est de Bandung, la capitale provinciale, dans le hameau du même nom, non loin de la grande route menant à Garut.
Le temple a été découvert par hasard en août 2002 par un paysan qui creusait le sol pour en extraire de la terre pour niveler un chemin inégal, mettant au jour un tas de blocs d'andésite. Les archéologues ont identifié un temple qu'ils ont estimé dater du VIIe siècle apr. J.-C.
Le style de la structure, la technique utilisée et la dimension des pierres sont similaires à ceux des temples du plateau de Dieng dans le centre de Java. Ses dimensions sont modestes, 6 m × 6 m. L'importance de cette découverte réside dans le fait qu'elle est antérieure aux temples de Java central et a fortiori de Java oriental, confirmant les théories d'une diffusion culturelle ayant eu lieu d'ouest en est.